# Vilmos Huszár
Vilmos Huszár, geboren als Vilmos Herz, (Boedapest, 5 januari 1884 - Hierden, 8 september 1960) was een Hongaars-Nederlands schilder, tekenaar, beeldhouwer, kunstnijverheidontwerper, reclameontwerper en grafisch ontwerper. Hij is vooral bekend geworden als lid van de kunstbeweging De Stijl.

## Levensloop
Herz veranderde zijn naam in 1904 in Huszár. Aanvankelijk volgde hij een opleiding tot wanddecorateur aan de kunstacademie van Boedapest. In 1904 verliet hij Hongarije en zette zijn studie voort aan de kunstacademie in München. In München leerde hij de Nederlandse kunstenares Anna Egter van Wissekerke kennen, die hem in 1905 uitnodigde drie maanden in Den Haag te verblijven. In Den Haag bezocht hij het atelier van Jozef Israëls en werd hij voorgesteld aan het chique, Haagse kunstmilieu. Ook maakte hij kennis met jkvr. Jeanne van Teylingen (lid van de familie Van Teylingen) met wie hij in 1909 trouwde. Zomer 1906 bracht hij door in Hongarije. In de periode 1906-1917 – de periode die hij zelf zijn 'moderne' periode noemde – experimenteerde Huszár met een reeks van stijlen: het pointillisme van Matisse, het fauvisme, het symbolisme, het futurisme, het expressionisme en het cloisonnisme van de Nabis. Omstreeks 1907 volgde hij kunstbeschouwingslessen van kunstpedagoog Henk Bremmer. Bremmer maakte hem onder meer bekend met het werk van Van Gogh. In 1908 brak Huszár echter met zijn leermeester. In zijn afscheidsbrief geeft hij in zijn nog enigszins gebroken Nederlands aan dat hij zijn onafhankelijkheid als kunstenaar zo veel mogelijk wil behouden. Kunstenaars zijn volgens Huszár 'ongeloovigen', die hun weg zelf moeten vinden.

Ik geloof dat ik nog te veel artist ben om in mijn werken dat te kunnen geven wat ik van U geleerd heb. Ik schrijf dit omdat U deed geen moeite zonder beteekenis. […] Ik kan niet afgaan van mijn weg maar misschien door gaan d.w.z. mijn eigen weg als middel beschouwen. […] ik hoop verder met U in verbinding te blijven als mensch
— Brief van Huszár aan Bremmer (1908)

In 1909 vestigde hij zich als kunstschilder in Voorburg. Rond 1915 kwam hij onder invloed van het kubisme en futurisme. Zijn werk Schilderij in geel uit 1916 (zie Schilderijen), dat vermoedelijk in de Tweede Wereldoorlog verloren ging, en dat geheel is uitgevoerd in de kleur geel, is geïnspireerd op de Italiaanse futurist Gino Severini. De kunstcriticus Theo van Doesburg was zo onder de indruk van het schilderij dat hij het aankocht.
Omdat hij in zijn beginperiode voortdurend van stijl wisselde, werd hij in de Nederlandse pers afgeschilderd als iemand die met alle winden meewaaide. Zo schreef een criticus naar aanleiding van een overzichtstentoonstelling: '[…] hoe iemand die in 1910 een stukje maakt van fijne kleurhoedanigheden als de op de rustbank liggende dame [Liggende vrouw, 1910], tegelijk de auteur is van het gedisproportioneerde, rachytische, ontstellend vreemdkleurige naaktfiguurtje dat er boven hangt [Naakt meisje, 1907]'. Huszár had echter geen enkel begrip voor een dergelijke bekrompen houding. Zijn alsmaar veranderende manier van werken kwam volgens hem niet voort uit willekeur, maar was het resultaat van systematisch onderzoek. Bovendien doorliepen ook schilders als Mondriaan, Malevitsj en Picasso in hun beginperiode een veelvoud aan -ismen. In 1916 schreef Huszár in een brief:

[Om] tot iets nieuws [te] komen of ergens te komen moet [volgens de Nederlandse kunstcritiek] een klimmende ontwikkeling in 't werkweise plaats of zichtbaar zijn […]. Dit vind ik een echt Hollandse opmerking wat op zich zelf niet verkeerd is, maar zoo dra een dogma wordt, is beslist niet goed. De warheid heeft verschillende kanten en julli neemen mar eene daarvan […]. Deze manier van ontwikkeling is ook bij Picasso zichtbaar. Een en dezelfde jaar makt hij schilderijen àlá Puvis de Chavannes en Toulouse Lautrec en in eens in kubistische figuren omdat deze heel andere temperament heeft als een Hollander b.v. als mondrian, welke juist de konzequenties door voert en een totaliteit maakt. Hollanders zijn eenmaal niet uitbundig!
— Huszár (1916)

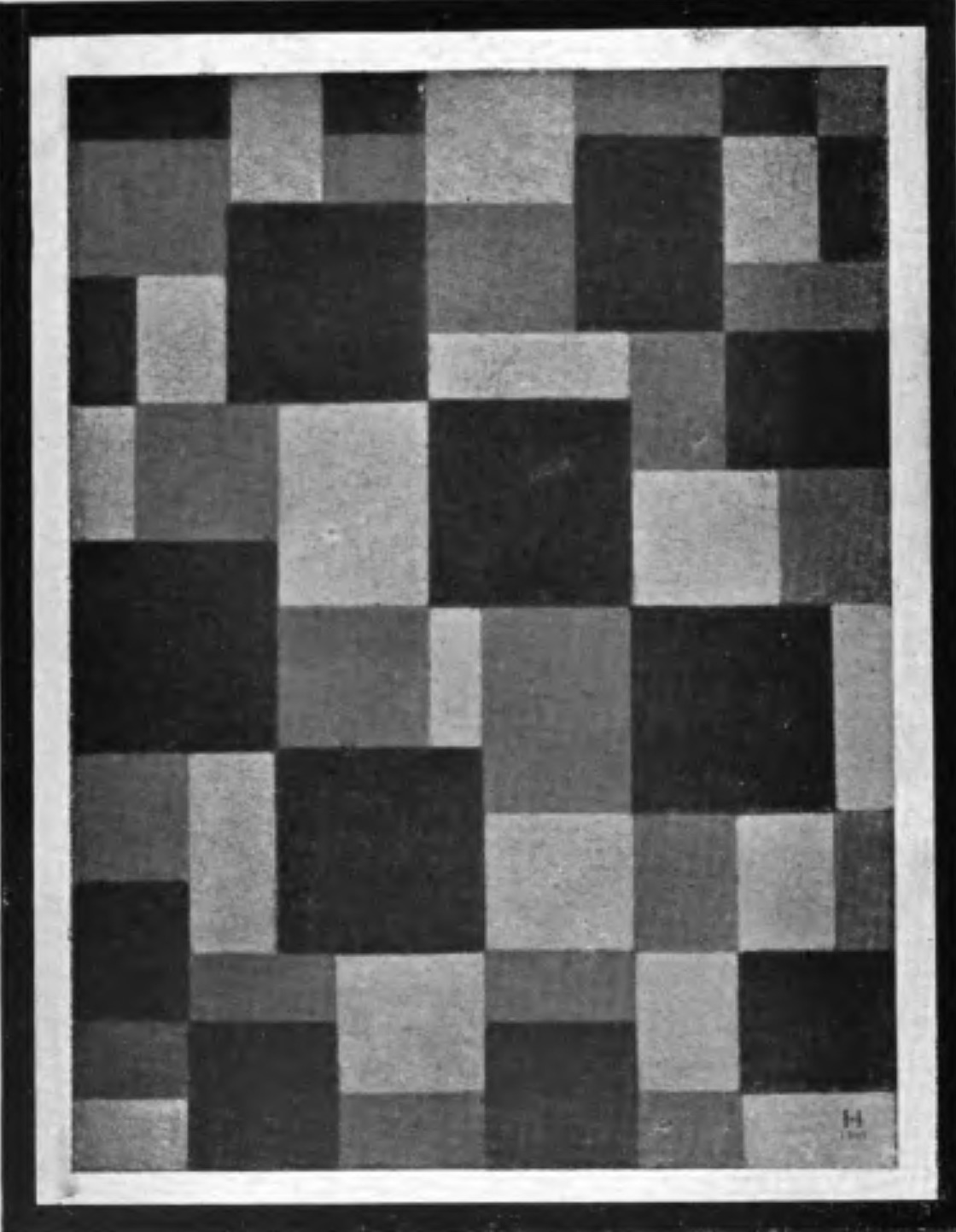
Vilmos Huszár. Compositie in grijs. 1918.

In tegenstelling tot deze uitspraak wordt het werk van Huszár in deze periode steeds abstracter. Hij raakt ervan overtuigd dat de abstractie hem meer tot het ‘Wahre’ in staat stelt dan het droog weergeven van de objectieve waarneming. Omstreeks 1915 ontmoet hij een aantal gelijkgestemde kunstenaars. Vooral de schilder en ontwerper Bart van der Leck kon op veel waardering van Huszár rekenen, met name vanwege zijn onverzettelijke houding ten opzichte van de architect Berlage, die hem in hun gezamenlijke arbeid voor de firma Müller & Co. een ondergeschikte rol als 'verfbaas' toebedeelde. Op die manier stimuleerde Van der Leck het zelfvertrouwen van Huszár; zo schreef hij over Van der Leck: 'Zoo iemand […] heeft al heel wat beet om zoo een fastheid te kunnen hebben'. Onder invloed van Bart van der Leck ontwierp hij in 1916 zijn eerste (geometrisch-abstracte) glas-in-loodraam getiteld Meisje (verloren gegaan).
Eind 1917 kwam zijn eerste zuiver abstracte werk tot stand, een linoleumsnede getiteld Compositie VI (zie Grafiek). Het schilderij Compositie II, waar hij een half jaar eerder aan werkte, is nog wel aan de waarneembare werkelijkheid ontleend. Het bestaat uit twee figuren in verschillende posities, waarin zonder veel moeite twee schaatsrijders te herkennen zijn. Na de voltooiing van het schilderij schreef hij: 'Ik heb nog veel geschoovt [geschoven] […] om alle stukken op hun juiste plaats te vinden […]. Ik ga nu de zelfde motief meervoudige beweging omzetten'. Mogelijk bedoelde hij met dit laatste zijn Mechanische dansfiguur (zie Beeldhouwwerken), waaraan hij tussen 1917 en 1920 werkte. Deze zwartgeschilderde, aluminium wajangpop, die mogelijk geïnspireerd is op de 'dansende sculpturen', die Picasso in 1917 voor het ballet Parade maakte, bestond uit beweegbare ledematen, waarin rechthoeken uitgespaard waren opgevuld met gekleurd mica. Deze ledematen konden met ijzeren draden van stand veranderd worden, zodat door middel van lichtprojectie op een wit doek steeds een andere 'beeldende compositie' ontstond. Huszárs dansfiguur is een van de eerste voorbeelden van kinetische kunst in Nederland.

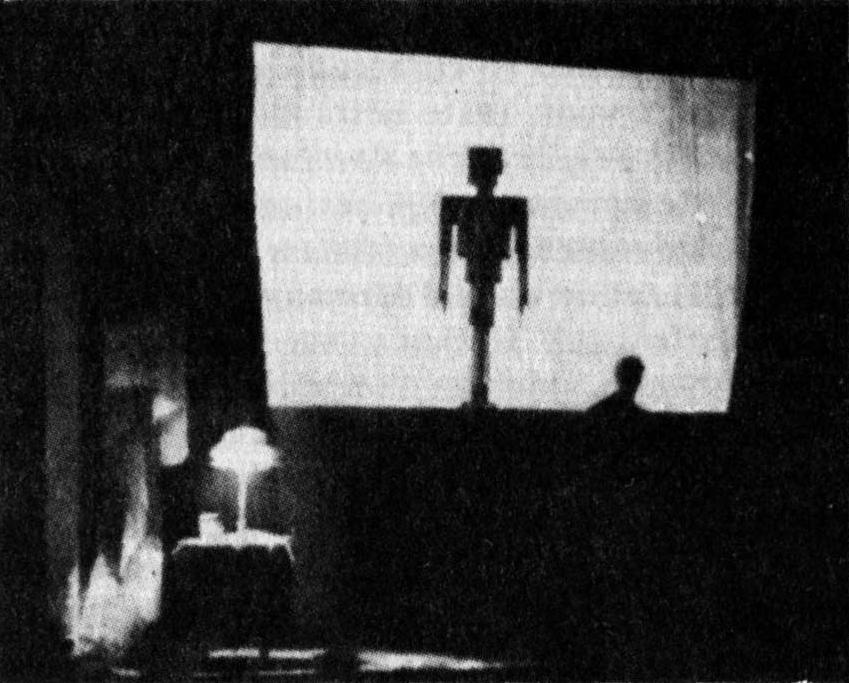
Huszárs Mechanische dansfiguur tijdens de Dada-soirée in Amsterdam. 19 januari 1923.

Omstreeks 1916 kwam hij in contact met Theo van Doesburg. Van Doesburg omschreef hem in een brief uit 1916 'een kracht van den eersten rang'. Huszár zag in Van Doesburg een propagandist van de moderne kunst; zo schreef hij: 'ken je de werken van Van Doesburg? hij schrijft ook en nogal goed'. In 1916 schreef Van Doesburg in een brief dat Huszár al een tijdje rondliep met het plan zich 'te combineren' met Mondriaan, Van der Leck, en anderen. Van Doesburg, die in juni van dat jaar ruzie kreeg met enkele leden van de eerder dat jaar door hem opgerichte kunstenaarsvereniging De Anderen, besloot hierop samen met Huszár, Van der Leck en Mondriaan de groep 'bewust abstracten' of 'werkelijk anderen' op te richten. Dit zou leiden tot de oprichting van het tijdschrift De Stijl in 1917. Huszárs eerste bijdrage tot dit tijdschrift is het logo ervan (Typografische ontwerpen) – dat tot 1921 het visitekaartje van De Stijl zou zijn – en zijn reeks artikelen getiteld 'Aesthetische beschouwingen'. In november 1918 onderschreef hij, naast Theo van Doesburg, Robert van 't Hoff, Antony Kok, Piet Mondriaan, Georges Vantongerloo en Jan Wils, ook het Eerste Manifest van De Stijl.
In 1919 trok Huszár zich echter uit De Stijl terug. Waarom is niet duidelijk. Volgens Carsten-Peter Warnecke kregen Huszár en Van Doesburg ruzie over het kleurenschema van Robert van 't Hoffs interieur van zijn woonboot De Stijl. Ook zou er sprake geweest zijn van een vijandige verhouding tussen Huszár en mede-De Stijl-lid Georges Vantongerloo. Bovendien vond Huszár op dat moment dat het maar eens gedaan moest zijn met het traditionele ezelschilderij, omdat het hierbij, zo schrijft hij, alleen maar 'op neer draait om meer museaas vol te stoppen'. Ook was Huszár misschien wel het meest radicale De Stijl-lid, zo schreef hij in 1921 aan Van Doesburg 'Mondriaan doet steeds hetzelfde. Zoo komen wij [er] nooit'.

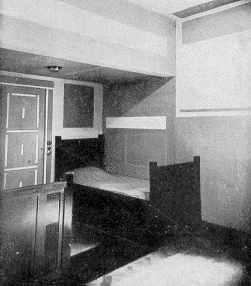
Vilmos Huszár en Piet Klaarhamer. Jongensslaapkamer als ruimte-kleur-compositie. Ca. 1919.

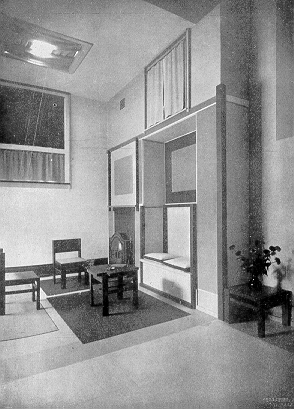
Jan Wils en Vilmos Huszár. Fotoatelier Berssenbrugge, Den Haag. 1920-1921.

Huszár was de overbuurman van Cornelis Bruynzeel Sr., directeur van timmerfabriek Bruynzeel & Zonen in Rotterdam, en, net als Huszár, lid van de Haagsche Kunstkring. Huszár ontving verschillende opdrachten van Bruynzeel, en bracht hem in contact met andere Stijlkunstenaars, zoals Bart van der Leck en Jan Wils. In 1917 en in 1920 ontwierp Huszár typografisch materiaal voor de firma Bruynzeel, waaronder een advertentie en briefpapier (zie Typografische ontwerpen) en in 1918 ontwierp hij de reclamestand van Bruynzeel op de Nederlandsche Jaarbeurs in Utrecht – Huszárs eerste interieurontwerp.
In 1919 ontwierp Huszár de kleuroplossing van de door architect Klaarhamer ontworpen jongensslaapkamer van Bruynzeels villa De Arendshoeve in Voorburg. Van deze jongensslaapkamer bevindt zich een reconstructie in het Kunstmuseum Den Haag. Hierin wordt duidelijk wat Huszár bedoelde met het einde van het ezelschilderij. Het ontwerp is het eerste in een reeks van 'ruimte-kleur-composities' en is bedoeld als totaalkunstwerk, waarvan de kleuren en vormen zorgvuldig op elkaar afgestemd zijn. Huszár maakte gebruik van het kleurensysteem van de Duitse chemicus Wilhelm Ostwald, die meer dan 2.000 onderscheidbare kleurnuances van een nummer voorzag. Huszár was zeer enthousiast over deze 'practische en controleerbare' methode. 'Kleur was tot nu toe maar een gevoel kwestie en voortaan wordt 't een beredeneerde verhouding kwestie', aldus Huszár.
In 1921 ontwierp Huszár ook een zitkamer voor villa De Arendshoeve, nu in samenwerking met Piet Zwart, met wie hij in 1921 in dienst trad bij Jan Wils. In die hoedanigheid maakte hij een aantal kleurontwerpen, waaronder dat van het Tehuis voor Werkende Vrouwen (1921; niet-uitgevoerd) en het fotoatelier van Henri Berssenbrugge in Den Haag (1921; verdwenen). Dit laatste ontwerp was stilistisch zeer aan De Stijl verwant, hoewel Huszár en Wils op dat moment geen lid van De Stijl waren. Huszár maakte in dit ontwerp echter geen gebruik van 'zuivere', dat wil zeggen onvermengde primaire kleuren, zoals Van Doesburg en Mondriaan dit voorschreven, maar van de mengkleuren framboosrood, blauw en oker naast de niet-kleuren wit, zwart en grijs. Tussen 1919 en 1921 werkte hij ook samen met Herman van der Kloot Meijburg aan een huis in Voorburg.
Eind 1921 moeten Huszár en Van Doesburg hun ruzie bijgelegd hebben, getuige de publicatie in De Stijl (augustus 1921) van zijn Beeldend Toneel uit 1920-1921, dat later de Overwinning op de Zon van El Lissitzky, in 1923 in Hannover uitgevoerd, beïnvloedde. In januari 1922 werden een foto van Fotoatelier Berssenbrugge en een door Huszár zelf van commentaar voorziene tekening van een eetkamer uit 1921 in De Stijl gepubliceerd. Ook bracht hij in 1922 een bezoek aan Van Doesburg in zijn toenmalige woonplaats Weimar. Hier bezocht hij onder meer het Bauhaus, maar Huszár was niet onder de indruk van de 'professorenkunst' die hij daar zag. Eerder dat jaar, op 22 januari 1922, hield hij de lezing 'Over de moderne toegepaste kunst' tijdens het 2e congres van moderne kunst in Antwerpen, die in februari van dat jaar in twee delen werd gepubliceerd in het Bouwkundig Weekblad.
In 1921 – het jaar dat Max Euwe Nederlands schaakkampioen werd – ontwierp Huszár een schaakspel, dat later de naam Dadaschaakspel kreeg. Dit schaakspel is waarschijnlijk genoemd naar de Dada-tournee, waaraan Huszár deelnam. Deze Dada-tournee vond echter pas twee jaar later plaats. De Dada-tournee, die van 10 januari tot en met 14 februari 1923 plaatsvond, kwam mede op initiatief van Huszár tot stand en had volgens hem tot doel het 'koele en nuchtere' (lees: Hollandse) publiek 'van hun kalmte te halen'. Huszárs bijdrage bestond uit een Simultaneïstisch-méchanische dans door zijn eerder ontwerpen Mechanische dansfiguur.

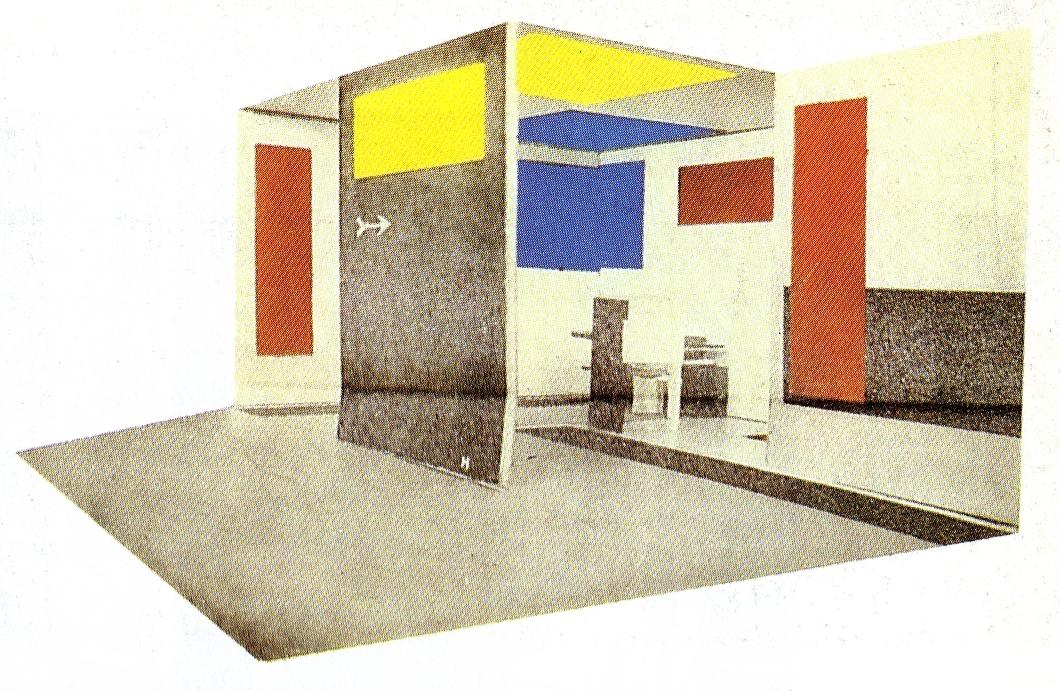
Gerrit Rietveld (maquette) en Vilmos Huszár (kleur). Maquette Ruimte-Kleur-Compositie voor de Juryfreie Kunstschau in Berlijn. Oktober 1923. Materiaal en afmetingen onbekend. Verdwenen.

Eind 1923 nam Huszár deel aan twee tentoonstellingen, de architectuurtentoonstelling van De Stijl in galerie l'Effort Moderne in Parijs en de Juryfreie Kunstschau in Berlijn. Voor deze laatste tentoonstelling ontwierp hij in samenwerking met Gerrit Rietveld een tentoonstellingsruimte. Dit ontwerp is voor zover bekend niet uitgevoerd en de maquette ervan is alleen bekend van foto's. Deze foto's wekken de indruk dat Huszár tegen deze tijd zuivere primaire kleuren toepaste. De foto's zijn echter door Theo van Doesburg voor publicatie in het tijdschrift Architecture Vivante met zuivere primaire kleuren ingekleurd, om het werk beter bij de uitgangspunten van De Stijl te laten aansluiten.
Huszár was overigens zeer enthousiast over ontwerpen als deze. 'Juist in zoiets tijdelijks kun je iets bijzonders doen!', schreef hij. Dit zorgde echter opnieuw voor spanningen binnen De Stijl. Mondriaan, een tegenstander van de vermenging van schilderkunst en architectuur, noemde de tentoonstellingsruimte van Huszár en Rietveld 'de verkeerde uitvoering van 't verkeerde begrip'.

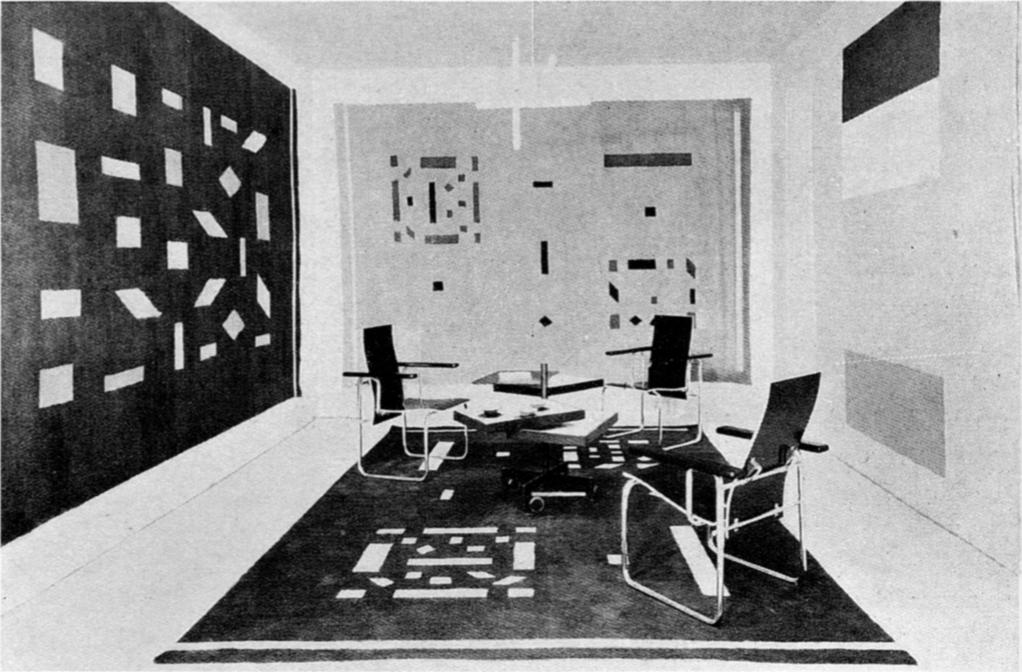
Showroom van Metz & Co met meubels van Rietveld en wandtapijten van Bart van der Leck en Huszár. Ca. 1930.

In 1924 experimenteerde hij met wat hij 'monotypes' noemde: elkaar overlappende kleurvlakken en -arceringen, waardoor nieuwe mengkleuren ontstonden. Omstreeks die tijd begon hij ook weer te schilderen. Om zijn doeken meer dynamiek te geven stapte hij, net als Van Doesburg, af van het orthogonaal assenstelsel (de strenge eis van de Nieuwe Beelding). Zijn 'monotypes' zijn waarschijnlijk geïnspireerd op houten stempels, waarmee stoffen werden bedrukt. Huszár maakte in de jaren 20 een aantal textielontwerpen, waaronder gordijnen en wandtapijten, voor de firma Metz & Co in Den Haag. Van Doesburg merkte hier echter schamper over op: 'een kleedje weven […] dat is het nieuwe niet'. Vanaf 1930 ontwierp hij voor Metz & Co ook meubels.
Huszár onderhield al vanaf 1921 internationale contacten. Najaar 1925 verbleef hij enige tijd in Parijs, waar hij een ontwerp maakte voor een groot Mechanisch Beeldend Toneel, vergelijkbaar met zijn Beeldend Toneel uit 1920-1921. Dit leidde in 1926 tot diverse opvoeringen van de zogenaamde Voorburgsche Schimmenclub.
Gedurende zijn abstracte periode bleef Huszár nog steeds naturalistische werken schilderen, met name portretten. Hetzelfde geldt voor de ontwerpen die hij in 1926 maakte in opdracht van het Rotterdamse sigarettenmerk Miss Blanche. Naast een geometrisch-abstract beeldmerk ontwierp hij voor de sigarettenverpakking een portret van een rokende dame. Reclame-opdrachten als deze verdedigde hij door op te merken dat hij 'juist op straat […] het groote publiek waarvan de meeste nooit naar […] musea gaan' kon bereiken. Naast grafisch werk voor de reclame-industrie ontwierp hij in deze periode ook veel tentoonstellingsaffiches en enkele boekbanden.
In 1928 liet Huszár in de bossen vlak bij Hierden een atelierwoning bouwen. Vlak voor de Tweede Wereldoorlog ging hij hier permanent wonen. Hier keerde hij terug naar het naturalisme en maakte hij werken die voldeden 'aan de eischen van den burgerman', aldus een criticus. Tijdens de oorlog wist Huszár als jood uit de handen van de bezetter te blijven. Misschien juist daarom sloot hij zich aan bij het verzet. Zijn atelier werd gebruikt om pamfletten te drukken, schietinstructies te geven aan het verzet en een groot aantal machinegeweren te verbergen, waarvan Huszár het onderhoud had. Na de oorlog werd hij door Prins Bernhard persoonlijk bedankt voor zijn inzet.
Tijdens de oorlog leed hij aan ernstige depressies. Omdat hij af wilde rekenen met zijn kunstenaarschap vernietigde hij een groot deel van zijn werken. Na de oorlog keek Huszár regelmatig terug op zijn periode bij De Stijl. Dit blijkt onder meer uit het schilderij Compositie 1916 uit het begin van de jaren 50, dat ontleend is de omslag van De Stijl uit 1917. Al in 1917 schreef hij: 'Ik vind altijd een verrukkelijke bezigheid van iets bestaands iets anders te maken'.
Huszárs laatste jaren verliepen niet erg fortuinlijk. Omdat hij steeds slechter ter been was, kwam hij zijn huis bijna niet meer uit, waardoor hij veel van zijn Haagse vrienden uit het oog verloor. Ook verminderde zijn gezichtsvermogen, waardoor hij bij het schilderen drie brillen nodig had: een voor het onderwerp, een voor het doek en een voor het palet. Veel succes had hij in deze periode overigens ook niet, hoewel hij nog wel twee royale overzichtstentoonstellingen meemaakte: één in 1955 en één in 1959. Huszár overleed in 1960 op 76-jarige leeftijd. Hij werd begraven op de Gemeentelijke Begraafplaats Oostergaarde aan het Oosteinde in Harderwijk.
Na zijn dood raakte hij enigszins in de vergetelheid. Een reden hiervoor kan zijn dat veel van zijn werk spoorloos is, mogelijk door hemzelf vernietigd tijdens de oorlog. Een deel van zijn werk is overigens wel bekend van foto's die bijvoorbeeld in De Stijl werden gepubliceerd. Een tweede reden kan zijn dat zijn veelzijdige oeuvre niet past bij het beeld dat men na de oorlog van het modernisme had, een beeld waar Mondriaan bijvoorbeeld veel beter aan voldeed.
Van 8 maart tot en met 19 mei 1985 vond een grote overzichtstentoonstelling plaats in het Gemeentemuseum in Den Haag, samengesteld door Els Hoek en Sjarel Ex, die meer bekendheid gaf aan 'de grote onbekende van De Stijl'. In de jaren 80 werden ook enkele werken gereconstrueerd, waaronder de maquette Ruimte-Kleur-Compositie voor de Juryfreie Kunstschau in Berlijn en de Mechanische dansfiguur.

## Persoonlijk
Vilmos Huszár, die sinds 1906 in Nederland woonde en werkte, is in oktober 1909 op 25-jarige leeftijd getrouwd met de 41-jarige freule Jeanne van Teijlingen, telg uit een zeer voorname en welgestelde familie. Het echtpaar vestigde zich twee maanden later aan de chique Weverslaan in Voorburg. In juni 1910 werd daar hun zoon Bertie geboren. 
Begin jaren twintig bezochten Vilmos en Jeanne Huszár nu en dan villa De Houtsnip en het bijbehorende en uitgestrekte landgoed Leuvenhorst in Hulshorst van ir. Adriaan Ernst Jurriaanse en zijn echtgenote Helena Jurriaanse-de Monchy met wie zij zeer goed bevriend waren. In het voorjaar van 1925 kochten Vilmos en Jeanne Huszár in het tussen Hulshorst en Harderwijk gelegen Hierden aan de Biesteweg een flink stuk grond en lieten er een zomerhuisje bouwen als atelierwoning. In en om de atelierwoning hield hij zwarte fokvarkens. De atelierwoning werd in 1933 door de villa "De Biezen" op hetzelfde terrein op basis van een ontwerp van Jan Wils. Deze villa is nog steeds in gebruik. Vanaf december 1939 woonden zij permanent in Hierden. 
Op 8 december 1945 overleed Jeanne Huszár-van Teijlingen op 77-jarige leeftijd. Vilmos Huszár trouwde in 1953 voor de tweede keer, ditmaal met zijn huishoudster Anke van der Steen. Hij overleed op 8 september 1960 op 76-jarige leeftijd in het Piusziekenhuis in Harderwijk. Zijn weduwe Anke Huszár-van der Steen overleed op 87-jarige leeftijd op 24 maart 1991.

## Werk

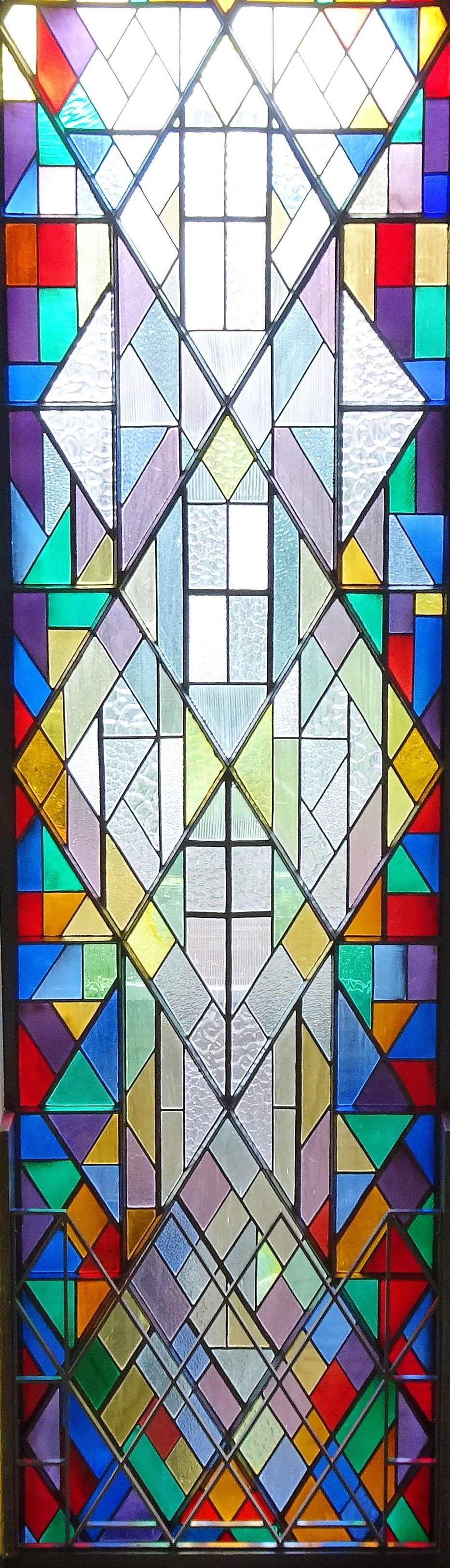
Deel van het glas-in-loodraam van Vilmos Huszár in het hooftrappenhuis van het hoofdkantoor van F.W. Braat in Delft

### Schilderijen
- Hooimijten bij Almen. 1906-1907. Olieverf op doek. 35,5 × 44 cm. Utrecht, Centraal Museum (28124).
- Zelfportret met echtgenote. 1910. Olieverf op doek. 71 × 61,5 cm. Kunstmuseum Den Haag (0334026). Zie Digitale Catalogus Kunstmuseum Den Haag.
- Stillevens met bloemen en groente. Olieverf op doek. Oirschot, Kunststichting Metzemaekers.
- Rode kool. Olieverf op doek. Oirschot, Kunststichting Metzemaekers.
- Tomaten. Olieverf op doek. Oirschot, Kunststichting Metzemaekers.
- Stilleven met bloemen. Olieverf op doek. Oirschot, Kunststichting Metzemaekers.
- Schilderij in geel. [verloren gegaan]. 1916. Olieverf op doek (?). Afmetingen onbekend. Zie Digital Dada Archive.
- Compositie II (schaatsenrijders). 1917. Olieverf op eterniet. 74 × 81 cm. Kunstmuseum Den Haag. Zie Digitale Catalogus Kunstmuseum Den Haag.
- Compositie III (stad). 1917. Zie Digital Dada Library.
- Compositie (hamer en zaag). Circa 1917. Olieverf op paneel. 42 × 53 cm. Kunstmuseum Den Haag. Zie Digitale Catalogus Kunstmuseum Den Haag.
- Compositie met witte kop. Circa 1917. Lijmverf op triplex. 50,5 × 44,5 cm. Kunstmuseum Den Haag. Zie Digitale Catalogus Kunstmuseum Den Haag.
- Compositie met vrouwenfiguur. 1918. Olieverf op doek. 80 × 60,4 cm. New York, Museum of Modern Art. Zie MoMA Provenance Research Project.
- Compositie in grijs, wit en zwart. 1918. Materiaal, afmetingen en verblijfplaats onbekend. Afgebeeld in Theo van Doesburg. Classique-Baroque-Moderne. Anvers: De Sikkel, 1921: [p. 38]. Zie Digital Dada Library.
- Studie. 1921. Olieverf op paneel. 41,8 × 52,8 cm. Utrecht, Centraal Museum (19875).
- Compositie. 1926. 61 × 54 cm. Łódź, Museum Sztuki.
- Vioolspelers. Circa 1927. Plasticaverf op board. 84 × 139,5 cm. Utrecht, Centraal Museum (27422).
- Liggende figuur. 1928. Olieverf op doek. 73 × 160,5 cm. Utrecht, Centraal Museum (18279).
- Danspaar. 1928. Olieverf op paneel. 70 × 50 cm. Amsterdam, Privéverzameling. Zie externe link.
- Baccaratspelers. Circa 1923 of 1928. Olieverf op doek. 67,6 × 82,2 cm. Madrid, Museo Thyssen-Bornemisza.

- Portret van Hierdense jongen. olieverf op doek. De jongen in Hierdense klederdracht is -zo werd pas eind maart 2024 na een uitgebreid onderzoek ontdekt Zie Facebook pagina van Vilmos Huszár. - vrijwel zeker de in 1935 of 1936 geportretteerde negen- of tienjarige Nuy Kleermaker (1926-2014) uit Hierden.Nuy Kleermaker Hierdense Jongen 1936

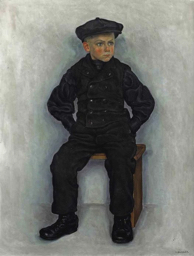
Nuy Kleermaker Hierdense Jongen 1936

- Portret van Termote. 1939. Olieverf op doek.

- Portret van Jannetje Kleermaker. Zij (1933-heden) is het elfjarig zusje van Nuy Kleermaker. Het is onbekend waar dit portret zich momenteel bevindt.

- Compositie 1916. 1950-1955. Olieverf op doek. 66,7 × 57 cm. Kunstmuseum Den Haag.Zie Digitale Catalogus Kunstmuseum Den Haag.
- Compositie. 1950-1956. Olieverf op doek. 59,5 × 80 cm. Utrecht, Centraal Museum (25879).
- Vaas met bloemen. 1959. Olieverf op doek. Harderwijk, Stadsmuseum Harderwijk.
- Compositie. Circa 1955-1960. Olieverf op cardboard. 84,2 × 61,4 cm. Madrid, Museo Thyssen-Bornemisza. Zie Colección Museo Thyssen-Bornemisza.

### Grafiek
- Compositie VI. 1917. Linoleumsnede. 11,4 × 14,2 cm. Amsterdam, Stedelijk Museum. Zie Digital Dada Library.
- Monotype. 1924. Gouache op papier. 23,3 × 30,5 cm. Utrecht, Centraal Museum (27423).
- Monotype. 1924. Gouache op papier. 23 × 30,3 cm. Utrecht, Centraal Museum (27424).

### Beeldhouwwerken
- Mechanische dansfiguur. [verdwenen; gereconstrueerd in de jaren 80]. 1920. Oorspronkelijk aluminium, papier en touw. Hoogte 100 cm. Kunstmuseum Den Haag. Zie Digital Dada Library.

### Toegepaste kunst

#### Glas-in-loodramen
- Compositie (motief: Meisje). 1916. Glas-in-lood. Afmetingen onbekend. Verdwenen. Zie Digital Dada Library.
- Compositie (Zonnebloemen). 1916. Glas-in-lood. Zie Digital Dada Library.
- Glas-in-loodraam in het trappenhuis van het kantoorgebouw van F.W. Braat, 1932, Hooikade 13, Delft. Zie Architectuurgids
- Glas-in-loodraam in het woonhuis Teyinck, 1926, Spoorsingel 2, Schoonhoven. Zie Architectuurgids
- Glas-in-loodraam in het Gemeentehuis van Strijen, 1927, Kerkstraat 54, Strijen. Zie Architectuurgids

#### Tapijt
- Tapijt. 1921. Zie externe link.

#### Typografische ontwerpen
- Typografisch ornament.[35] 1917. Zie Digital Dada Library.
- Vignet voor De Stijl. 1917. Houtsnede. 8 × 6 cm. Utrecht, Centraal Museum (27425).
- Advertentie C. Bruynzeel & Zonen Rotterdam. 1917. Zie Digital Dada Library.
- Ornament 20e eeuwsche stijl. Zie Digital Dada Library.
- Ex libris voor Lena de Roos. 1922.
- Affiche van Miss Blache. 1928. Afgebeeld in Bouwkundig Weekblad Architectura, 50e jaargang, nr. 20 (18 mei 1929): p. 159.
- Affiche van de tentoonstelling 25 jaar A et A, BNA, KVB en VANK in het Stedelijk Museum in Amsterdam. 1929. Chromolithografie. 69,9 × 59,7 cm. Kunstmuseum Den Haag.
- Gedenkboek Bruynzeel's fabrieken Zaandam. 1931.

- Biblioteca Nacional de España: XX1236790
- Bibliothèque nationale de France: cb11962896n (data)
- Biografisch Portaal: 20175849
- Catàleg d'autoritats de noms i títols de Catalunya: 981058519969906706
- Digitale Bibliotheek voor de Nederlandse Letteren: husz001
- Gemeinsame Normdatei: 123044286
- International Standard Name Identifier: 0000 0000 6681 3312
- Library of Congress Control Number: n84222126
- Musée national d'archéologie, d'histoire et d'art: lkl003773
- Nationale Bibliotheek van Israël: 987007499288105171
- Nederlandse Thesaurus van Auteursnamen: 069959900
- RKD-Nederlands Instituut voor Kunstgeschiedenis: 40734
- SNAC: w6xp8tj7
- Union List of Artist Names: 500012149
- Virtual International Authority File: 27968832
- WorldCat: E39PBJkp7cbKXvjTPJtJDKjDMP